# Fußball-Ostzonenmeisterschaft 1949
Die Ostzonenmeisterschaft 1949 war die zweite Fußballmeisterschaft in der Sowjetischen Besatzungszone. Sie fand vom 8. Mai bis 26. Juni 1949 statt. Teilnehmer waren die Meister und Vizemeister der fünf Landesmeisterschaften. Es wurde im K.-o.-System gespielt. Ostzonenmeister wurde die ZSG Union Halle, die  auch schon im Vorjahr im Finale gestanden hatte. Sie wurde allerdings in mehreren Spielen bevorteilt. 

## Verlauf
Zuerst ermittelten die Vizemeister von Sachsen-Anhalt, Thüringen, Mecklenburg und Brandenburg in Ausscheidungsspielen zwei Viertelfinalisten. 
Danach wurden die Viertelfinalspiele ausgetragen. Gespielt wurde in der Regel an neutralen Orten, nur die ZSG Union Halle durfte im heimischen Stadion spielen. Dieses wurde von der gegnerischen Mannschaft SG Friedrichstadt auch beanstandet, allerdings ohne Erfolg. Außerdem spielten in diesem Spiel vier Hallenser Spieler mit, die eigentlich noch gar nicht spielberechtigt waren, da sie  nicht die vorher erforderlichen zwei Punktpflichtspiele für den Verein absolviert hatten, wie es in den Regeln vorgeschrieben war. Auch Beschwerden dagegen waren erfolglos. So gewannen die Hallenser gegen den spielstarken Gegner, in dessen Reihen noch einige Spieler des zweifachen Kriegsmeisters Dresdner SC mitwirkten.
Auch im Halbfinale hatte die ZSG Union Heimvorteil. Sie gewann schließlich das Finale gegen Fortuna Erfurt in Dresden mit 1:0.
Die ZSG Union Halle war die einzige Mannschaft in dieser Endrunde, die als ein geplanter Zusammenschluss mehrerer Sportvereine entstanden war und als sozialistischer Vorbildverein galt. 

## Qualifikationsrunde
Teilnehmer
| Franz-Mehring Marga | Vizemeister Brandenburg 1949    |
| SG Schwerin         | Vizemeister Mecklenburg 1949    |
| Eintracht Stendal   | Vizemeister Sachsen-Anhalt 1949 |
| SG Altenburg-Nord   | Vizemeister Thüringen 1949      |

Ausscheidungsspiele
| Datum       |                     | Ergebnis  |                   | Austragungsort | Zuschauer |
| ----------- | ------------------- | --------- | ----------------- | -------------- | --------- |
| 8. Mai 1949 | Franz-Mehring Marga | 2:0 (1:0) | SG Schwerin       | Cottbus        | 10.000    |
| 8. Mai 1949 | SG Altenburg-Nord   | 3:4 (2:2) | Eintracht Stendal | Erfurt         | 9.000     |

## Endrunde

### Teilnehmer
| SG Babelsberg             | Meister Brandenburg 1949                                  |
| SG Wismar-Süd             | Meister Mecklenburg 1949                                  |
| SG Dresden-Friedrichstadt | Meister Sachsen 1949                                      |
| SG Einheit Meerane        | Vizemeister Sachsen 1949                                  |
| ZSG Union Halle           | Meister Sachsen-Anhalt 1949                               |
| Fortuna Erfurt            | Meister Thüringen 1949                                    |
| Franz Mehring Marga       | Vizemeister Brandenburg, Sieger im Qualifikationsspiel    |
| Eintracht Stendal         | Vizemeister Sachsen-Anhalt, Sieger im Qualifikationsspiel |

Mannschaften aus Ost-Berlin waren nicht beteiligt wegen des besonderen Status der Stadt. Sie spielten in einer Gesamt-Berliner Stadtliga, die in das westdeutsche Meisterschaftssystem eingebunden war.

### Viertelfinale
| Datum        |                   | Ergebnis   |                           | Austragungsort | Zuschauer |
| ------------ | ----------------- | ---------- | ------------------------- | -------------- | --------- |
| 29. Mai 1949 | SG Meerane        | 3:2 (1:0)  | SG Babelsberg             | Brandenburg    | 9.000     |
| 29. Mai 1949 | Eintracht Stendal | 4:0 (2:0)  | Franz-Mehring Marga       | Dessau         | 7.000     |
| 29. Mai 1949 | Fortuna Erfurt    | 10:0 (7:0) | SG Wismar-Süd             | Jena           | 10.000    |
| 29. Mai 1949 | ZSG Union Halle   | 2:1 (1:0)  | SG Friedrichstadt Dresden | Halle          | 30.000    |

### Halbfinale
| Datum         |                 | Ergebnis             |                   | Austragungsort                       | Zuschauer |
| ------------- | --------------- | -------------------- | ----------------- | ------------------------------------ | --------- |
| 12. Juni 1949 | ZSG Union Halle | 3:0 (2:0)            | Eintracht Stendal | Halle, Kurt-Wabbel-Stadion\|\|20.000 |           |
| 12. Juni 1949 | Fortuna Erfurt  | 4:3 n. V. (3:3, 1:2) | SG Meerane        | Chemnitz, Großkampfbahn\|\|25.000    |           |

### Finale
| Paarung           | ZSG Union Halle – SG Fortuna Erfurt |
| Ergebnis          | 4:1 (1:0) |
| Datum             | 26. Juni 1949 |
| Stadion           | Stadion im Ostragehege, Dresden |
| Zuschauer         | 50.000 |
| Schiedsrichter    | Gerhard Schulz (Dresden) |
| Tore              | 1:0 Rappsilber (13.) 2:0 Theile (48.) 3:0 Werkmeister (64.) 4:0 Rappsilber (71.) 4:1 Schmidt (77.)                                                                       |
| ZSG Union Halle   | Horst Schmidt – Fritz Belger, Erich Lehmann – Kurt Fritzsche, Otto Knefler, Erich Blanke – Rolf Theile, Otto Werkmeister, Herbert Rappsilber, Horst Blüher, Karl Gola    |
| SG Fortuna Erfurt | Heinz Grünbeck – Horst Müller, Siegfried Vollrath – Werner Brock, Helmut Nordhaus, Jochen Müller – Herbert Löbe, Willy Dittmar, Fritz Schmidt, Winfried Herz, Kurt Thein |

### Torschützenkönige der Endrunde
| Platz | Spieler            | Mannschaft      | Tore |
| ----- | ------------------ | --------------- | ---- |
| 1.    | Fritz Schmidt      | Fortuna Erfurt  | 6    |
| 2.    | Winfried Herz      | Fortuna Erfurt  | 5    |
| 3.    | Wolfram Starke     | Einheit Meerane | 3    |
|       | Herbert Rappsilber | ZSG Union Halle | 3    |
|       | Rolf Theile        | ZSG Union Halle | 3    |